# Lee Child
Jim Grant (* 29. října 1954, Coventry, Velká Británie), známější pod svým pseudonymem Lee Child, je britský spisovatel akčních thrillerů. Jeho první román Jatka získal cenu Anthony v kategorii Nejlepší první román.

## Dospívání
Jim Grant se narodil v Coventry v Anglii. Jeho otec byl státní úředník a jeho mladší bratr, Andrew Grant, je také spisovatelem thrillerů. Když Jimovi byly čtyři roky, jeho rodiče se s ním a jeho třemi bratry přestěhovali do Handsworth Wood v Birminghamu, aby mohli získat lepší vzdělání. Do svých jedenácti let chodil do základní školy Cherry Orchard v Handsworth Wood. Poté navštěvoval Školu krále Edwarda v Birminghamu.
V roce 1974 začal ve svých dvaceti letech studovat práva na Univerzitě v Sheffieldu, i když vůbec neměl v úmyslu věnovat se právnické praxi, a během studií pracoval jako kulisák v divadle. Po dokončení studií začal pracovat v komerční televizi.

## Kariéra televizního producenta
Grant byl přijat jako programový ředitel do televize Granada, která sídlí v Manchesteru a je součástí britské televizní sítě ITV. Zde se podílel na televizních seriálech jako Návrat na Brideshead, Perla v koruně, Hlavní podezřelý a Bedna. Grant se podílel na přípravě více než 40.000 hodin vysílání na Granadě a napsal tisíce krátkých reklamních a reportážních zpráv. Pro Granadu pracoval od roku 1977 do roku 1995 a poslední dva roky své televizní kariéry působil také jako zástupce odborů.

## Kariéra spisovatele
Poté, co byl Grant v rámci firemní restrukturalizace propuštěn pro nadbytečnost, rozhodl se psát romány, protože jsou podle něj „tou nejčistší formou zábavy“. V roce 1997 byla vydána jeho kniha s názvem Jatka, a v létě roku 1998 se Grant přestěhoval do Spojených států amerických.
První část jeho pseudonymu „Lee“ vznikla podle rodinného vtipu o špatné výslovnosti názvu auta Renault Le Car (v Česku známé pod názvem Renault 5) a druhá část „Child“ vznikla, protože si Grant přál, aby jeho knihy byly umístěny v policích v knihkupectvích mezi hvězdnými autory detektivních románů Raymondem Chandlerem a Agathou Christie.
Grant tvrdí, že si jméno Reacher pro hlavní postavu svých románu vybral proto, že sám je vysoký a jednou když byl nakupovat v supermarketu mu jeho žena řekla: „Pokud ti to tvoje psaní románů nevyjde, tak vždycky můžeš dělat podavače v supermarketu (angl. reacher; reach = dosáhnout někam, podat něco).“ Některé knihy s Reacherem jsou napsány v první osobě, zatímco jiné jsou vyprávěny ve třetí osobě. Grant své romány popisuje jako knihy o pomstě. „Někdo provede něco moc špatného a Reacher se mu za to pomstí.“ – v knihách se odráží Grantův vztek z doby kdy byl propuštěn z Granady. I když je rodilý Angličan, rozhodl se psát své knihy ve stylu amerických thrillerů.
V roce 2007 Grant spolupracoval s dalšími 14 spisovateli na vytvoření thrilleru na pokračování s názvem Chopinův rukopis. Každý týden od 25. září 2007 do 13. listopadu 2007 byl vysílán na Audible.com a namluvil jej Alfred Molina.
30. června 2008 bylo oznámeno, že od listopadu 2008 se Grant stane hostujícím profesorem na Univerzitě v Sheffieldu. V roce 2009 financoval jménem Jacka Reachera stipendium pro 52 studentů na této univerzitě.
V roce 2009 byl Grant zvolen prezidentem klubu „Mystery Writers of America“.
V roce 2012 byl jeho román Výstřel převeden na filmová plátna pod názvem Jack Reacher: Poslední výstřel s Tomem Cruisem v hlavní roli. Grant se ve filmu objevil v malé roli policejního seržanta za psacím stolem.
V roce 2016 byl do kin uveden film Jack Reacher: Nevracej se. Hlavní roli Jacka Reachera si v něm opět zahrál Tom Cruise.
V lednu 2020 Child oznámil, že psaní knižní série o Jacku Reacherovi postupně převezme jeho výrazně mladší bratr Andrew (* 1968). 
Od románu Ochránce je Andrew uváděn jako spoluautor.

## Technika psaní
Grantův styl psaní bývá často popisován jako „drsně ironický“ a „komerční“. Rozhovor s Grantem z roku 2012 naznačuje, že romány s Jackem Reacherem jsou psány především s ohledem na to, aby byly výdělečné, nikoliv kvůli nějakým literárním důvodům. Například fakt, že matkou Jacka Reachera je Francouzka je údajně záměrný, a to proto, aby poptávka po sérii těchto knih ve Francii byla vyšší. Podle tohoto rozhovoru se Grant ani nikdy nesnažil omlouvat za to, že jsou jeho díla převážně komerční.

## Dobročinnost
V lednu 2012 daroval Grant 10.000 liber (asi 350.000 Kč) na nákup nového vozidla pro záchranný tým v oblasti hor Brecon Mountain ve Walesu. Tento dar jim poskytl hlavně proto, že jeho bratr je jedním z vedoucích členů tohoto týmu. Jejich původní vozidlo bylo úplně zničeno v roce 2011.

## Osobní život
Grantova žena Jane pochází z New Yorku.
Grant je fanouškem fotbalového klubu Aston Villa a ve svých knihách často používá jména hráčů z tohoto klubu.
V roce 2013 Grant údajně řekl novinám Daily Mail, že když píše své knihy, tak při tom často kouří marihuanu, a že marihuanu kouří po večerech pětkrát týdně už celých 44 let. V telefonním rozhovoru pro deník Irish Examiner z listopadu 2013 však objasnil, že pod vlivem marihuany svá díla nikdy nepíše.
„Ano, to je pravda,“ řekl později Child deníku The Post-Standard. „Lidé mi často říkají, že si v novinách přečetli tu historku o kouření trávy a já jim na to odpovídám, že to nebyly noviny, ale Daily Mail. To v Británii nejsou noviny, ale skandální bulvární plátek, kde si spoustu informací vymýšlejí a rozhodně to nejsou věrohodné noviny. Nepopírám, že si občas vykouřím jointa, ale když jsem zhulený tak nepracuji, protože v takovém stavu toho moc neudělám.“

## Dílo
| Český název        | Originální název     | Rok vydání originálu | Rok vydání v ČR |
| ------------------ | -------------------- | -------------------- | --------------- |
| Jatka              | Killing Floor        | 1997                 | 1999            |
| A přece nezemřeš   | Die Trying           | 1998                 | 2000            |
| Varovný signál     | Tripwire             | 1999                 | 2000            |
| Nezvaný host       | The Visitor          | 2000                 | 2001            |
| Vedra              | Echo Burning         | 2001                 | 2002            |
| Bez slitování      | Without Fail         | 2002                 | 2003            |
| Zásah              | Persuader            | 2003                 | 2003            |
| Nepřítel           | The Enemy            | 2004                 | 2004            |
| Výstřel            | One Shot             | 2005                 | 2005            |
| Únos               | The Hard Way         | 2006                 | 2007            |
| Volný pád          | Bad Luck and Trouble | 2007                 | 2008            |
| Nemáš co ztratit   | Nothing to Lose      | 2008                 | 2009            |
| Zítra bude po všem | Gone Tomorrow        | 2009                 | 2010            |
| 61 hodin           | 61 Hours             | 2010                 | 2011            |
| Za cenu života     | Worth Dying For      | 2010                 | 2011            |
| Poslední sbohem    | The Affair           | 2011                 | 2011            |
| Muž na odstřel     | A Wanted Man         | 2012                 | 2013            |
| Nevracej se        | Never Go Back        | 2013                 | 2014            |
| Pomsta             | Personal             | 2014                 | 2015            |
| Odpočívej v pokoji | Make Me              | 2015                 | 2016            |
| Večerní škola      | Night School         | 2016                 | 2017            |
| Jmenuji se Reacher | No Middle Name       | 2017                 | 2018            |
| Půlnoční linka     | The Midnight Line    | 2017                 | 2018            |
| Minulost           | Past Tense           | 2018                 | 2019            |
| Spravedlnost       | Blue Moon            | 2019                 | 2020            |
| Ochránce           | The Sentinel         | 2020                 | 2021            |
| Lepší být mrtvý    | Better Off Dead      | 2021                 | 2022            |